# La Tante Julia et le Scribouillard
La Tante Julia et le Scribouillard (La tía Julia y el escribidor) est un roman autobiographique du romancier péruvien Mario Vargas Llosa en 1977.

## Trame
C'est une œuvre semi-autobiographique qui s'inspire de la vie de Mario Vargas Llosa. Elle met essentiellement en scène le narrateur et sa tante Julia et future épouse - Julia Urquidi, écrivain bolivienne, et première épouse d'un oncle de Mario Vargas Llosa.
L'auteur est âgé de 18 ans. Étudiant à l'Université San Marco, il travaille comme directeur du Service d'Informations de la Radio Panaméricaine de Lima. Il y côtoie Pascual et le Grand Pablito qui écrivent et annoncent les nouvelles du jour. La radio produit et diffuse des œuvres de radio-théâtre. Le roman débute lorsque débarque dans ce service un écrivain bolivien excentrique, pléthorique, et fou : Pedro Camacho. 
En parallèle, Mario fait la rencontre de sa tante par alliance, Julia, venue de Bolivie. Celle-ci a 32 ans et, divorcée, est à Lima pour se trouver un époux. Elle s'amourache du jeune Mario, qui raconte comment, de fil en aiguille, la relation devient sérieuse, la réprobation de la famille – 14 ans séparent les amants – et comment ils se marient, entre opposition familiale et illégalité (Mario devait attendre 21 ans pour pouvoir se marier sans accord parental).
Entre deux chapitres de son autobiographie, l'auteur intercale des histoires péruviennes réelles et romancées. On y trouve, entre autres, un récit de la tragédie de l'Estadio Nacional.

## Informations diverses sur le livre
Ce roman semi-autobiographique met en scène le personnage de Mario qui est l'alter ego de Mario Vargas Llosa, mélangeant réalité et fiction.
La construction du livre se fait en deux parties avec les chapitres pairs et impairs. Les chapitres impairs racontent l'histoire de la relation entre Mario et la tante Julia. Alors que les chapitres pairs présentent les feuilletons du personnage de Pedro Camacho. 

## Julia Urquidi
Julia Urquidi (30 mai 1926 - 10 mars 2010) fut l'épouse de Mario Vargas de 1955 à 1964, période durant laquelle ils vécurent à Paris. Elle répondit en 1983 à ce roman avec Ce que le petit Vargas n'a pas dit expliquant entre autres 

« C'est moi qui ai fait ce qu'il est. Le talent était de Mario, mais le sacrifice était mien. Ça m'a beaucoup coûté. Sans mon aide, il n'aurait pas été écrivain. L'obliger à copier ses brouillons, l'obliger à le faire asseoir pour écrire. Bon, ce fut quelque chose de mutuel, nous avions besoin l'un de l'autre. »

— Julia Urquidi, interrogée par le journal El Deber, 2003

## Cinéma
L'œuvre a été portée au cinéma en 1990 : Tante Julia et le scribouillard.

## Édition
- M. Vargas Llosa a été traduit par Albert Bensoussan aux Éditions Gallimard en 1977.